# Gondor
Le Gondor est un royaume fictif du légendaire de l'écrivain britannique J. R. R. Tolkien. Il est décrit comme le plus grand royaume des Hommes à l'ouest de la Terre du Milieu à la fin du Troisième Âge. Le troisième volume du roman Le Seigneur des anneaux, Le Retour du roi, raconte les événements survenus en Gondor pendant la guerre de l'Anneau, suivis par la restauration du royaume. Les appendices du roman éclairent l'histoire antérieure et postérieure du royaume.
Le Gondor a été fondé par les frères Isildur et Anárion, fils d'Elendil, exilés du royaume submergé de Númenor et, avec l'Arnor, le royaume créé par Elendil au nord, il a servi de bastion aux Hommes de l'Ouest. Après une première période de croissance, le Gondor a peu à peu décliné tout au long du Troisième Âge, continuellement affaibli par ses confrontations avec les alliés de Sauron. La puissance du Gondor n'est restaurée qu'après la défaite finale de Sauron et le couronnement d'Aragorn.
S'appuyant sur d'anciennes conceptions, l'histoire et la géographie du Gondor ont été créées et développées par étapes, essentiellement durant l'écriture du Seigneur des anneaux. Le rôle du royaume émerge progressivement, d'une aventure annexe devenant un point central d'écrits plus tardifs. Cette histoire textuelle a été retracée par Christopher Tolkien dans les volumes de l'Histoire de la Terre du Milieu et a plus tard attiré l'attention aussi bien des chercheurs que des fans.

## Histoire et géographie internes

### Noms

Carte du Gondor

Le nom « Gondor » est en sindarin, une langue elfique utilisée par les Dúnedain pour la nomenclature, et signifie « Pays de Pierre » : il s'agit d'une forme réduite de Gondo-ndor, avec gondo « pierre » et -ndor « pays ». Les Rohirrim l'appellent « Stoningland », une forme modernisée du vieil anglais « Stāning-(land) ». Le sens de ces noms n'est pas explicité, bien que les premiers textes suggèrent qu'il s'agisse d'une allusion au fait que l'architecture soit très développée chez les Gondoriens par contraste envers leurs voisins plus rustiques. Les Drúedain appellent notamment les Gondoriens « Stonehouse-folk » et Minas Tirith « Stone-city ». 
En quenya le nom « Gondor » est traduit « Ondonórë »,, présent dans le titre Ondonórë Nómesseron Minaþiure (Enquiry into the Place-names of Gondor), un texte écrit par un auteur númenóréen inconnu, durant le règne de Meneldil.
Des notes étymologiques datant d'après la parution du Seigneur des anneaux offrent un nom antérieur du royaume, Hyaralondië ou Hyallondië, forme abrégée de Turmen Hyallondiéva, nom quenyarin signifiant « Royaume du Havre du Sud », ayant pour possible équivalent sindarin Arthor na Challonas et faisant probablement référence au débarquement d'Isildur et Anárion.
Un lecteur a demandé à Tolkien si le nom « Gondor » avait été inspiré par l'ancienne citadelle éthiopienne de Gondar. Tolkien a répondu qu'il ne croyait pas avoir entendu ce nom auparavant, et que la racine « Ond » provenait d'un récit qu'il avait lu enfant mentionnant « ond » (pierre) comme l'un des deux seuls mots connus des langues pré-celtiques de Grande-Bretagne.
Le Gondor est souvent mentionné dans les livres sous les noms « South-kingdom » ou « Southern Realm », et, avec l'Arnor, comme l'un des deux « royaumes númenóréens en exil ».

### Géographie

#### Description générale

Localisation du Gondor, dans la Terre du Milieu

Le Gondor est un vaste pays s’étendant jusqu'au Celebrant au nord, la rivière Harnen au sud, la mer intérieure de Rhûn à l'est et Gwathló à l'ouest. Il s'articule autour des Montagnes Blanches (Ered Nimrais), une longue chaîne de montagnes qui s'étire de Belegaer à l'ouest, au mont Mindolluin et à Minas Tirith à l'est. À sa naissance, le royaume ne s'étend que sur une petite étendue de terre autour des cités fondées par Isildur et Anárion, les fils d'Elendil : Osgiliath, leur capitale commune, et leurs résidences respectives de Minas Ithil (capitale de l'Ithilien) et Minas Anor (capitale de l'Anórien).
Durant la première moitié du Troisième Âge, ses rois réalisèrent de nombreuses conquêtes, et à son apogée, au XIIe siècle, ses frontières sont au nord le champ du Celebrant, l'orée sud de la Forêt Noire, à l'est la mer de Rhûn, au sud l'Umbar et à l'ouest, l'Isen ou le Gwathló. En outre, le vaste désert du Harad est vassal du royaume. À la fin du Troisième Âge, le royaume n'est plus que l'ombre de lui-même, ayant perdu la majeure partie des régions qui lui étaient soumises et ne s'étendant plus que sur les régions entre les Montagnes Blanches et la baie de Belfalas.
La première capitale du Gondor est Osgiliath, mais dès le milieu du Troisième Âge, la cité tombe en ruine, victime de la Lutte Fratricide (1432-1447) et de la Grande Peste (1636). En 1640, le roi Tarondor déplace la capitale à Minas Anor, ancienne résidence d'été des rois. Minas Ithil, troisième ville du Gondor, tombe aux mains des Nazgûl en 2002 T.A. et est rebaptisée Minas Morgul, tandis que Minas Anor devient Minas Tirith.
On recense d'autres villes majeures, plus petites que ces dernières, comme le port de Pelargir, à l'entrée du vaste delta de l'Anduin. Cette ville, fondée par les Fidèles de Númenor en l'an 2350 du Second Âge, est la plaque tournante du commerce du Gondor. On trouve également la citadelle de Dol Amroth, en Belfalas. Ses princes gouvernent cette ville et la région attenante de Dor-en-Ernil « Pays du Prince » de façon presque indépendante. Leur prestige vient en partie de leur ascendance présumée : la légende raconte qu'ils sont issus de l'union d'une Elfe et d'un Homme.

#### Régions contrôlées à l'époque de la Guerre de l'Anneau

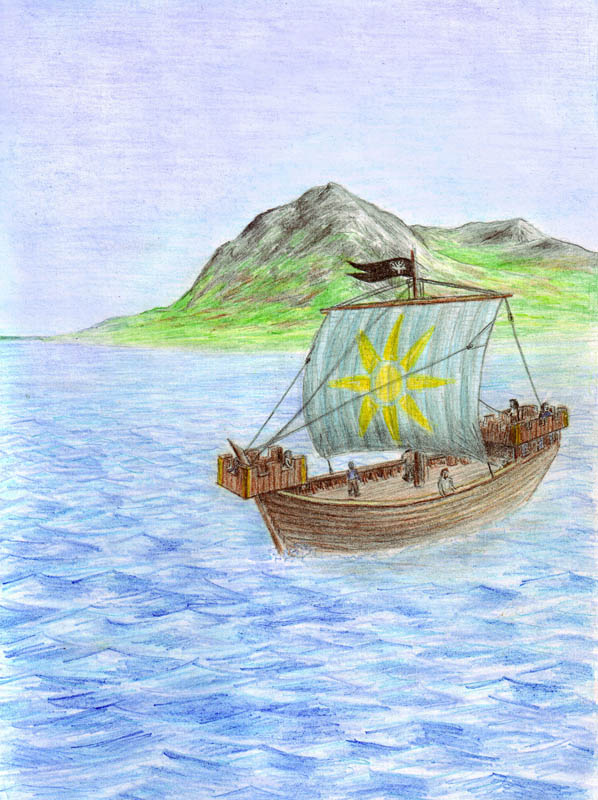
L'île de Tol Falas, dans la baie de Belfalas

Les fiefs du Gondor à l'époque de la Guerre de l'Anneau sont détaillés en partie dans Le Seigneur des Anneaux, lorsque Pippin est témoin de l'arrivée à Minas Tirith des troupes des divers seigneurs du pays (Livre V, chapitre 1).
- L'Anfalas (« Long Rivage » en sindarin) s'étend le long de la Baie de Belfalas, et entre les fleuves Lefnui et Morthond, au sud des Montagnes Blanches et des Collines de Pinnath Gelin. Cette région très occidentale semble peu densément peuplée : on n'en connaît aucune ville.
- L'Anórien (« Pays du Soleil » en sindarin) se situe au nord de Minas Tirith, le long des Montagnes Blanches, et au sud du Rohan. À l'origine fief d'Anárion, fils d'Elendil, la rivière entre la Marche et elle est formée par les rivières Mering et Entalluve. À l'est et un peu au nord, l'Anórien est borné par le grand fleuve Anduin. Sa capitale est Minas Anor, renommée Minas Tirith.
- Le Belfalas s'étend le long de la baie éponyme, entre l'embouchure du Morthond et les bouches de l'Anduin. Il forme une partie de la région de Dor-en-Ernil, ou la « Terre du Prince ». Le prince en question étant le seigneur de Dol Amroth, qui habite cette cité, s'élevant dans l'ouest de la contrée. Pendant la Guerre de l'Anneau, le Belfalas est pillé par les Corsaires d'Umbar et n'envoie aucun homme pour aider à défendre Minas Tirith, hormis les chevaliers de Dol Amroth. Toutefois, Aragorn libère la côte et adjoint à ses hommes les troupes disponibles. Le nom de cette région contient clairement le sindarin falas « rivage », mais l'élément bel est plus obscur. Dans un essai de 1969, Tolkien estima que ce terme datait d'avant l'établissement des Númenóréens au Gondor et qu'il était impossible de l'analyser.

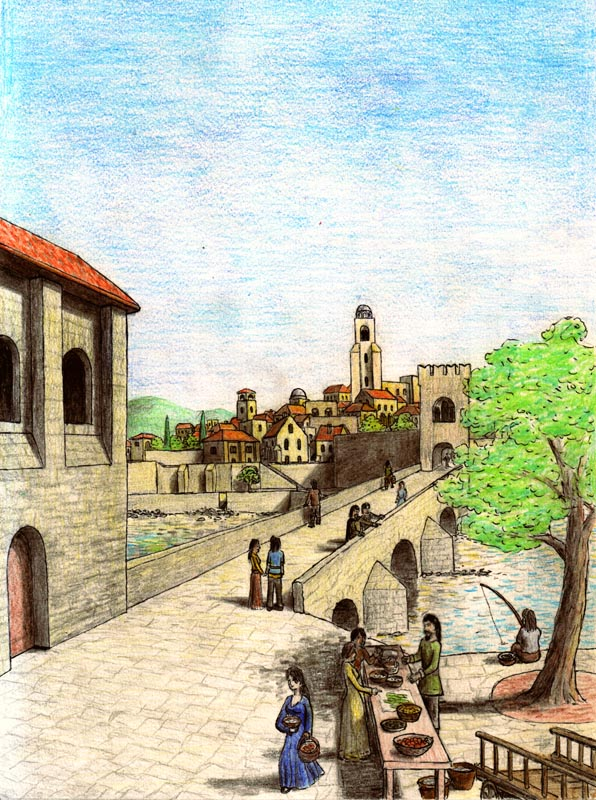
Ethring

- Dor-en-Ernil (« Terre du Prince », en sindarin) est une région du sud du Gondor comprise entre le Gilrain et les bouches du Ringló. Les Collines de Tarnost occupent la région centrale, alors que sa ville principale, Dol Amroth, est perchée sur un cap rocheux, à l'ouest, surplombant la Baie des Havres. Dor-En-Ernil comprend aussi le village d'Ethring. Celui de Tarnost[12] est aussi mentionné dans une carte des Montagnes Blanches de Karen Wynn Fonstad, mais son existence est douteuse.
- L'Ethir Anduin (« Delta de l'Anduin ») est une région du sud-est du Gondor, qui regroupe les îles du delta de l'Anduin. Ses habitants sont principalement des pêcheurs, habiles à manœuvrer les bateaux plus que les épées. On peut supposer que les raids des Pirates d'Umbar réduisirent une partie de sa population en esclavage dans les navires Noirs puisque nombre de ces gens furent délivrés lors de la capture de ces navires par Aragorn et la Compagnie Grise.

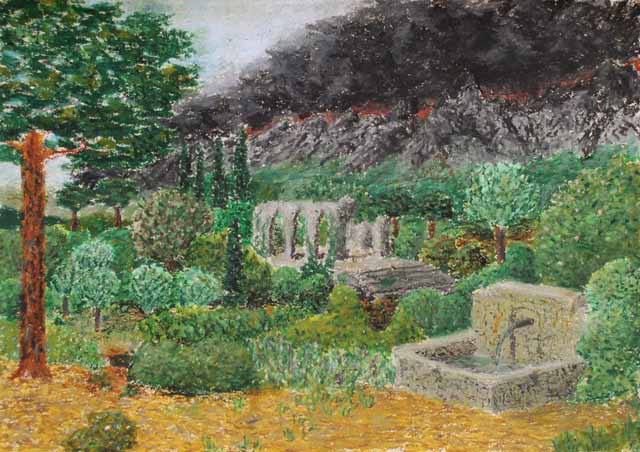
l'Ithilien vu par Matěj Čadil

- L'Ithilien (« Pays de la Lune » en sindarin) se trouve à l'est du fleuve Anduin, entre ce dernier et le Mordor. Il est délimité au nord par les Marais des Morts et au sud par le fleuve Poros. C'est un pays de collines et de forêts, peu peuplé durant la Guerre de l'Anneau. Il s'agit à l'origine du fief d'Isildur, fils aîné d'Elendil. Sa capitale, Minas Ithil, tombe aux mains des Nazgûl en 2002 T.A. et est renommée Minas Morgul. L'Ithilien est par la suite déserté, et le Gondor et le Mordor s'y livrent des combats jusqu'à ce que le dernier remportât finalement le contrôle de la région. Cependant, les Gondoriens continuèrent d'y entretenir des bases secrètes, comme celle d'Henneth Annûn. Frodon et Sam y firent la rencontre de Faramir, frère de Boromir. Au début du Quatrième Âge, Faramir deviendra Prince d'Ithilien et des Elfes de la Forêt Noire, menés par Legolas, viendront s'y établir.
- Le Lamedon (nom d'origine pré-númenóréenne) est situé au pied des Montagnes Blanches, aux sources du Ciril et du Ringló. Sa ville principale est Calembel. À l'époque de la Guerre de l'Anneau, un de ses capitaines, ou alors son chef, est Angborn, qui commande à maints fantassins et cavaliers. Il ne fut à Minas Tirith qu'avec les navires Noirs, car il devait défendre son pays contre les Pirates d'Umbar et les gens de Harad. C'est un homme courageux : ce fut le seul qui resta lorsque Aragorn et la Compagnie Grise, suivis de l'Armée des Morts, arrivèrent aux gués du Ciril, qu'il disputait aux Haradrim et Corsaires.
- Le Lebennin (« Cinq Rivières ») est une région du sud du Gondor, au sud-ouest de Minas Tirith. La plus grande ville de Lebennin est Pelargir. Pendant la Guerre de l'Anneau, peu d'hommes de Lebennin ont été envoyés pour aider Minas Tirith, car la région subissait les attaques des Corsaires d'Umbar. Le Lebennin a été sauvé par Aragorn et sa Compagnie Grise, soutenus par les Hommes Morts des Montagnes.
- Le Lossarnach (« Arnach enneigé ») était une vallée boisée et fertile située sur le versant sud des Montagnes Blanches, au sud-ouest de Minas Tirith. Les hommes qui y vivaient n'était pas d'ascendance purement dúnedaine, et beaucoup avaient du sang issu des anciens habitants des Montagnes Blanches avant que le Gondor ne fût fondé. À l'époque de la Guerre de l'Anneau, son seigneur était Forlong le Gros.
- Les Collines de Pinnath Gelin s'étendent au nord de l'Anfalas et à l'ouest du fleuve Lefnui, qui se jette dans la Baie de Belfalas.
- Tol Falas est une île couverte de collines à l'embouchure de l'Anduin. On ignore si elle est peuplée, mais aucune ville ni village n'y est connu.
- La Vallée du Morthond est composée de hautes terres nichées entre les Montagnes Blanches, dans le sud du Gondor. Près de la porte sud du Chemin des Morts se trouve la source du Morthond, qui descend les terres jusqu'à Dol Amroth. À l'époque de la Guerre de l'Anneau, son seigneur est Duinhir et la région est réputée pour ses archers.

#### Autres régions (perdues à l'époque de la Guerre de l'Anneau)
- Le Calenardhon, « Province Verte » en sindarin, se situe au nord du Gondor proprement dit. Cette vaste province, dépeuplée au cours du Troisième Âge, est offerte en 2510 T.A. par l'Intendant Cirion à ses alliés, les Éothéod, qui y fondent le royaume de Rohan.
- Le Harondor (« Gondor du Sud ») est l'ancienne partie sud du royaume du Gondor, entre l'Anduin et le Poros au nord, et la Harnen au sud. Proche d'Umbar, la Cité des Corsaires, à l'ouest, du Mordor au nord et du Haradwaith au sud, le Harondor fut l'objet de multiples guerres dévastatrices. Au moment des événements du Seigneur des Anneaux, c'est une terre déserte et disputée.
- Le Rhovanion est un vaste ensemble de terres allant des Monts Brumeux à l'ouest jusqu'à la Mer de Rhûn à l'est et le Mordor au sud. Sa partie sud est occupée par le Gondor à l'apogée de sa puissance.
- L'Umbar est une ancienne forteresse númenóréenne conquise et perdue à plusieurs reprises par le Gondor. C'est un domaine contrôlé par des pirates. Ses Corsaires razzient souvent les rives du Gondor.

### Histoire
« Dans le Sud, le royaume de Gondor dura longtemps, et sa splendeur s'accrut pendant une période, rappelant en quelque façon la puissance de Nûmenor, avant sa chute. Ce peuple éleva de hautes tours, des places fortes et des havres pour un grand nombre de navires, et la couronne ailée des Rois des Hommes était redoutée de gens de multiples langues. Leur ville capitale était Osgiliath, Citadelle des Étoiles, au milieu de laquelle coulait la Rivière. Et ils bâtirent Minas Ithil, Tour de la Lune Montante, à l'est, sur un épaulement de la Montagne de l'Ombre, et à l'ouest, au pied des Montagnes Blanches, ils construisirent Anor, la Tour du Soleil Couchant. Là, dans les cours du Roi, poussait un arbre blanc, issu de la graine de l'arbre qu'Isildur avait apporté par-dessus les eaux profondes, et la graine de cet arbre venait auparavant d'Eressëa, et avant encore de l'extrême ouest au jour d'avant les jours où le monde était jeune. »

— Elrond lors de son Conseil

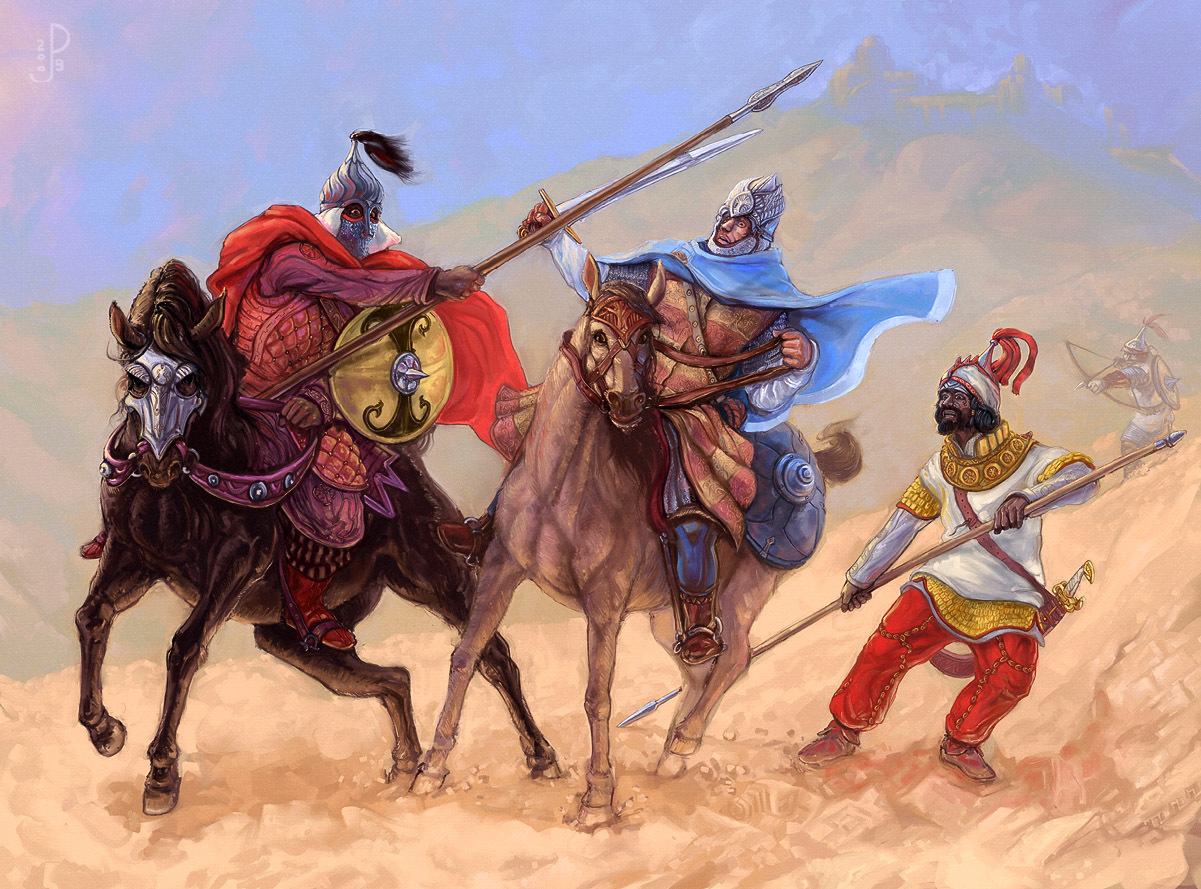
Un Gondorien pris en embuscade par des Suderons.

Le Gondor est fondé par Isildur et Anárion, fils d'Elendil, en 3320 S.A., qui fuient la destruction de leur pays, l'île de Númenor. La région a déjà été colonisée par les Fidèles, cette frange de la population demeurée amie avec les Eldar mais persécutée par le restant des Numénoréens. Les Fidèles se sont donc réfugiés dans cette région, où ils ont bâti plusieurs ports, dont Pelargir, où accostent justement les deux frères. Sauron fait la guerre aux nouveaux arrivants mais il est vaincu pour la seconde fois. Le pays connaît une longue prospérité durant laquelle fleurissent les arbres de Minas Ithil et de Minas Anor. Mais le Mal refait surface… La Lutte Fratricide sépare le Gondor (1432-1448), puis la Grande Peste le décime (1636-1640), et finalement Minas Ithil tombe aux mains des Nazgùl en 2002 T.A.. Le dernier roi du Gondor, Eärnur, défié par le Roi-Sorcier d'Angmar, part pour Minas Morgul un jour de 2050 T.A. et plus personne ne le revoit. Une régence est dès lors assurée par l'Intendant. À l'époque de Frodon, il s'agit de Denethor II, mais Osgiliath n'est alors plus que ruines et Minas Morgul une menace constante pour Minas Tirith. Après la chute de Sauron, le Gondor est unifié à l'Arnor, marquant une nouvelle ère de prospérité sous le règne d'Elessar et de son fils Eldarion.

### Souverains du Gondor

#### Rois
La lignée d'Anárion, issue du fils cadet d'Elendil, règne sur le Gondor jusqu'à son apparente extinction, en 2050, avec la disparition d'Eärnur.

#### Intendants
Après la disparition d'Eärnur, c'est son Intendant Mardil qui assuma le pouvoir jusqu'au « retour du roi », auquel bientôt personne ne crut plus. Les Intendants se transmirent le pouvoir de père en fils, comme les rois, mais n'usurpèrent jamais ce titre. Le déclin du Gondor se poursuivit inexorablement sous les successeurs de Mardil, jusqu'à la fin du Troisième Âge et le renouvellement de la lignée royale avec Elessar.

## Conception et évolution
Les premières idées de Tolkien concernant le Troisième Âge de la Terre du Milieu sont décrites dès ses premiers brouillons de la légende de Númenor, au milieu des années 1930, et déjà certaines conceptions font penser au Gondor. Il est par exemple écrit que les Fidèles ayant fui l'île « deviennent seigneurs et rois des Hommes » dans l'ouest de la Terre du Milieu, et bientôt, sous le commandement d'Elendil, les Númenóréens renversent Sauron ; une attention particulière est accordée aux tombeaux des exilés et à la diminution de leur durée de vie.

### Développement de l'histoire
Ces idées sont concrétisées au début de l'écriture du Seigneur des anneaux, avec une vision plus claire de la défaite de Sauron et de l'acquisition de l'Anneau unique par « Isildur », fils d'Elendil, et suivi par le lent développement de l'héritage númenóréen. Les premiers à être introduits sont les Rôdeurs du nord (Rangers), leurs descendants, le peuple du sud apparaissant quand Tolkien s'interroge en 1939 sur le déroulement du récit après le Conseil d'Elrond. Comme il s'en est par la suite souvenu, Tolkien avait réfléchi aux « aventures » que la Compagnie allait vivre sur son chemin vers le Mordor, et avait envisagé des « Stone-Men » comme l'une d'elles ; d'autres notes mentionnent « une cité de pierre et d'hommes civilisés » assiégée et un « Pays d'Ond ». Le nom s'appuie sur un terme déjà inventé dans les langues elfiques (g)ond signifiant « pierre ».
Un nouveau personnage est alors introduit : Boromir, messager au conseil d'Elrond et fils du « roi d'Ond », dont le royaume est « assiégé par des hommes sauvages venus de l'est ». Des brouillons contemporains suggèrent que les principaux personnages participent à une grande bataille pour le royaume, déjà perçue comme un point culminant du roman. Un autre lien est tissé entre le contexte et la narration lorsque « Trotter » devient Aragorn, un vrai Rôdeur, et le descendant d'Elendil.
Au moment où Tolkien commence à réécrire « Le Conseil d'Elrond », un an plus tard, il développe l'histoire selon laquelle les ancêtres d'Aragorn ont été dans le passé les rois de la cité de Boromir. Les habitants ne sont plus des Númenóréens, et, bien qu'ayant combattu Sauron, ils ont chassé les héritiers d'Elendil au cours d'une rébellion fomentée par le Roi-Sorcier d'Angmar ; ces derniers se sont installés dans le Nord. À la même époque apparaît l'idée selon laquelle Elendil a plusieurs fils — Ilmandur, Isildur et Anárion — et que les descendants d'un seul d'entre eux survivent à la guerre contre Sauron.
Ilmandur est ensuite écarté, mais le destin des deux autres demeure imprécis quelque temps ; Christopher Tolkien avance qu'au début, ce sont les fils d'Isildur qui devaient hériter de la royauté, mais que l'entrée dans la cité leur a été refusée à cause des machinations de Sauron : ils sont donc partis au nord. Cette version est remplacée par une autre dans laquelle le Pays d'Ond est gouverné par les descendants d'Anárion avant leur chute, alors que le fils d'Isildur reste à Fondcombe et, après la mort de son père, établit un autre royaume au nord. Plus tard, Tolkien décide que le royaume du Nord a été fondé en même temps que l'« Ondor » (le nouveau nom pour le royaume du sud), et propose Elendil et son frère Valandil comme fondateurs respectifs,, avant de se fixer sur la version finale du co-règne d'Isildur et Anárion.

### Développement de la géographie

Schéma des principales régions du Gondor.

Les trois grandes cités du Pays d'Ond sont introduites en même temps que les fils d'Elendil, pendant la réécriture du chapitre « Le Conseil d'Elrond », et correspondent à l'origine chacune à l'un d'entre eux : Osgiliath à Ilmandur, Minas Anor à Anárion, Minas Ithil à Isildur ; après la suppression d'Ilmandur, Osgiliath devient temporairement la cité d'Elendil, avant l'émergence de la version finale. Le destin définitif des cités — la perte de Minas Ithil et l'abandon d'Osgiliath — est présent dès le début, tout comme les changements de noms en « Minas Tirith » et « Minas Morgol », ce dernier nom évoluant par la suite. Environ à la même époque, les idées de Tolkien sur l'emplacement du Pays d'Ond reçoivent pour la première fois une forme écrite. La Grande Rivière des Terres Sauvages du Hobbit traverse Osgiliath, le Mordor est juste à l'est de Minas Ithil, le « pays des seigneurs des chevaux », imaginé un peu avant est désormais voisin d'Ond, et les « Black Mountains » sont précurseurs des Montagnes Blanches,.
L'élément suivant à être introduit est le « Pays des Sept Rivières » (Land of Seven Streams) ; Tolkien a hésité quelque temps sur sa relation avec les autres lieux, écrivant qu'il était situé soit au nord soit au sud des Black Mountains, dans le Pays d'Ond ou séparé de ce dernier. La rivière Flot Gris (Greyflood), la « septième rivière », Isen, et la Silverlode sont les premières à être inventées, le nom « Silverlode » étant bientôt remplacé par « Racine noire » (Blackroot),, le nom « Silverlode » étant ensuite réutilisé. Ces trois rivières apparaissent pour la plupart à leur emplacement définitif sur la carte de travail de Tolkien consacrée aux pays du sud, de même que les lieux mentionnés précédemment, la ligne approximative de la côte, Tolfalas compris, et ce qui deviendra Dol Amroth, apparemment ajouté avec le développement de la légende de Nimrodel, durant l'écriture du chapitre « Lothlórien »,.
Le besoin d'une image plus claire des pays du sud s'est fait plus pressant quand Tolkien en est venu à planifier le récit après la pause en Lothlórien. Le nouveau développement de la géographie a été comparé par Christopher Tolkien aux notes de son père sur le processus de création : « j'ai commencé, avec sagesse, par une carte, à laquelle j'ai subordonné l'histoire »,. Un nouveau dessin de la carte d'« Ondor » précise l'emplacement des montagnes et des rivières et introduit de nouveaux lieux : l'Ithilien, l'Anarion, qui combine les futurs Anórien et Lossarnach, le « Belfalas (Langstrand) », à l'emplacement du futur Anfalas, les rivières Ringló et Harnen, et le controversé « Lebennin (Land of Seven Streams) », situé à l'ouest de la future Morthond et traversé par sept ou cinq rivières en fonction de sa frontière orientale Umbar et « Harondor (S. Gondor) » apparaissent aussi pour la première fois sur cette carte, alors que le territoire au nord des Black Mountains est développé dans le contexte de la création du Rohan et d'Emyn Muil.
Un changement dans la perception des limites orientales du Gondor est amené par l'écriture du voyage de Frodon vers le Mordor, au cours de l'année 1944. Au début Tolkien avait décidé de déplacer Minas Morgul vers le nord, pour combiner sa fonction et celle des deux tours gardant l'unique passage vers le Mordor, mais il revient presque immédiatement à l'ancienne conception et à la place ajoute un passage secret au-dessus de Minas Morgul. Un nouveau tournant dans le développement narratif du voyage de Frodon au sud mène à la création de l'Ithilien, « qui s'avère être une terre charmante »,. Dans le même temps, il décide de renommer les « Black Mountains » en « White Mountains », peut-être pour créer un contraste avec les Monts de l'Ombre (Mountains of Shadow), et d'introduire le refuge de Henneth Annûn, en essayant préalablement plusieurs noms, comme Henneth, Henlo ou Henuil pour « fenêtre » combiné avec Nargalad « lumière ardente », Carandûn « ouest rouge » ou Malthen « doré »,.
Plus tard cette année-là, Tolkien commence les chapitres concernant le centre du Gondor, et dans ses esquisses apparaissent d'abord les feux d'alarme d'Anórien, les « immenses murs concentriques » de Minas Tirith, l'idée qu'Aragorn va venir à Minas Tirith en passant au sud des Montagnes Blanches, et les cités d'Erech et Pelargir. Tout ceci amène en 1946 au méticuleux développement de la géographie du Gondor du sud. Alors qu'il travaille sur le « Homeric catalogue », comme il l'appelle, des renforts venant à Minas Tirith, Tolkien conçoit les noms Lossarnach, Anfalas, Lamedon et Pinnath Gelin, tous ceux-ci apparaissant sur la nouvelle version de la carte à leur emplacement définitif — à l'exception de Lamedon, d'abord placé dans le Lebennin du nord et ensuite déplacé plus à l'ouest. Les cours d'eau acquièrent leurs cours et noms finaux, sauf Gilrain, alors appelé Lamedui ; Celos, qui se jette dans le Lamedui et non dans le Sirith ; et Calenhir, un affluent de la Morthond supprimé par la suite. Les rivières Ringló et Morthond se jettent dans un golfe appelé « Cobas Haven », nom qui se perd ensuite.
Les changements finaux dans la géographie sont causés par l'intensification de la scène de la Bataille des Champs du Pelennor : la distance entre Osgiliath et Minas Tirith est réduite par quatre fois ; les régions du nord deviennent gardées par « Tol Varad (the Defended Isle) », ensuite renommé en Men Falros « place of foam-spray » et ensuite Cair Andros, ; les habitants de la nouvellement créée Forêt de Drúadan permettent aux Rohirrim de traverser librement pour gagner Minas Tirith ; et les collines d'Emyn Arnen (à l'origine Haramon « colline du sud ») justifient la création d'un méandre de l'Anduin de sorte que la révélation d'Aragorn et de ses renforts se fait plus près du champ de bataille, sur les quais de Harlond (au début Lonnath-ernin « Arnen-havens »),,.
La géographie du Gondor du sud est développée simultanément, dans les grandes lignes, pour l'histoire de la marche d'Aragorn vers Pelargir ; les distances entre les cités, ainsi que leurs emplacements exacts, ont été calculés avec une grande précision pour être en accord avec la chronologie narrative. Erech est vue temporairement comme le lieu de débarquement d'Isildur et est par conséquent déplacée vers les sources de la Morthond, d'abord entre les embouchures de l'Andui et du Lamedui, puis vers le nord-ouest de Cobas Haven, et finalement est renvoyée à son emplacement d'origine avec l'abandon de cette idée. D'autres lieux sont introduits un par un : Linhir (d'abord placé à la confluence du Ringló et de la Morthond), Tarnost, Tarlang's Neck, et Calembel (à l'origine Caerost),.

### Traductions
1. ↑  « city of stone and civilized men »
2. ↑  « besieged by wild men out of the East »
3. ↑  « I wisely started with a map, and made the story fit ».
4. ↑  « proving a lovely land ».
5. ↑  « immense concentric walls ».